# 神尾純子
神尾 純子（かみお じゅんこ、1970年6月18日 - ）は、CBCテレビ（CBC）の社員。元アナウンサー。

## 来歴・人物
兵庫県明石市出身。関西大学卒業。1993年入社（同期のアナウンサーは、高田寛之、浅野信子）。調理師免許あり。また「走れ!スクーパーズ」時代は「神橋薫」というアナウンサーユニットのメンバーだった（他のメンバーは中橋かおり、柳川薫）。
2005年7月中旬より2006年3月まで、出産・育児のため、産休に入っていた。このため、『キユーピー3分クッキング』は2005年7月2日放送分をもって卒業。週明け4日（月）放送分より加藤由香に代わる。
2006年4月に産休が明けて復帰しており、2007年4月には土曜日のみだが『キユーピー3分クッキング』に復帰した。
2009年2月をもってアナウンサー業務から離れ、3月より番組宣伝部へ異動。CBCテレビ広報部部長を経て、2024年4月現在は総合編成局番組審議会事務局長である。

## 過去の担当番組

### テレビ
- グランパスTV
- CBCニュースワイド
- 走れ!スクーパーズ
- キユーピー3分クッキング（CBCバージョン・土曜日)

### ラジオ
- CBCサンデーミュージック「ひるパレ」「ゆうパレ」
- 多田しげおの気分爽快!!朝からP・O・N（金曜アシスタント）
- 0時半です松坂屋ですカトレヤミュージックです
- ツー快!お昼ドキッ（火曜アシスタント）
- まるっと土曜日
- 土曜天国 ぴかラジ